# Çubuklu, Arsin
Çubuklu là một xã thuộc huyện Arsin, tỉnh Trabzon, Thổ Nhĩ Kỳ. Dân số thời điểm năm 2011 là 481 người.